# Norsemen
Norsemen, Originaltitel Vikingane, ist eine norwegische Comedy-Fernsehserie von Jon Iver Helgaker und Jonas Torgersen, von der es insgesamt drei Staffeln gibt. Die dritte Staffel wird auch Staffel 0 genannt, da sie die Vorgeschichte zu Staffel 1 erzählt. Die Serie wurde im September 2020 nach drei Staffeln und insgesamt 18 Folgen eingestellt.

## Handlung
Norsemen spielt um das Jahr 790 in Norwegen. Erzählt wird die Geschichte eines Wikingerdorfes, das mit den üblichen Problemen der damaligen Zeit ringt. Gleichzeitig werden aber auch Probleme der heutigen Zeit in die Handlung eingewoben, was die Protagonisten zu Handlungen zwingt, die nicht ins Bild der Wikinger passen. Diese verschiedenen Kontexte bilden den zentralen Kern des Comedy-Elements. Die Serie ist teilweise blutrünstig, teilweise völlig überzeichnet und insgesamt deutlich dem britischen Humor verwandt.

## Figuren

### Olav
Der Häuptling des Dorfes Norheim und verheiratet mit Hildur, soll für Varg zwecks Plünderungen eine Seekarte nach England anfertigen, um Orms Hinrichtung zu verhindern, verbirgt sie jedoch vor ihm, was Varg sehr wütend macht. Olav wird aus Rache vom Häuptling eines anderen Dorfes gefährlich verletzt. Er weiht im Sterben Arvid darin ein, wo die Karte ist und was sie bedeutet. Er will auch, dass entgegen der Erbreihenfolge Arvid statt des schwachen Orm sein Nachfolger wird. Als Orm das mithört, ermordet er Olav, bevor der das dem Dorf offiziell mitteilen kann.

### Hildur
Frau des Häuptlings Olav. Sie versucht nach seinem Tod durch verschiedene Komplotte ihre Stellung im Dorf zu verbessern. Sie täuscht dafür sogar vor, von Arvid geschwängert worden zu sein. Verlässt zum Schluss mit Arvid und den anderen Bewohnern das Dorf und versucht, seine Frau zu werden.

### Orm
Bruder von Olav, Arvid und Kark und verheiratet mit Frøya. Er ist feige, unbeliebt und zudem noch ein homosexueller Spanner. Olav verheiratet ihn gegen seinen Willen mit Frøya, damit „ein Mann“ aus ihm wird. Als er versehentlich Vargs Intimfeind befreit, droht ihm der Tod. Er erfährt jedoch durch einen Mitgefangenen vom reichen England, wodurch sich Varg auf den Handel einlässt, ihn gegen eine England-Karte freizulassen. Eigentlich soll sein Bruder Arvid neuer Häuptling werden. Allerdings kann Orm sich im Dauerzwist um den Häuptlingstitel gegen seinen Bruder mit Hilfe von Ränkespielen zeitweise behaupten, von denen aber längst nicht alle gelingen. Er schreckt auch nicht vor heimtückischen Mord zurück, solange ihn das nicht selbst in Gefahr bringt. Er bleibt am Ende mit Rufus und Liv allein im Dorf zurück als die Dorfbewohner heimlich mit dem Boot verschwinden, um woanders eine Kolonie zu gründen.

### Froya
Lebt als erfolgreiche und blutrünstige Jägerin allein im Wald. Olav schlägt ihr vor, seinen Bruder Orm zu heiraten. Sie lehnt zuerst ab, willigt später ein, wenn sie dafür Kriegerin werden darf. Später verliebt sie sich in Arvid und betrügt offen ihren Mann, zu dem sie nicht zurückkehren will. Sie hackt Varg beide Hände ab und wird dafür später von ihm getötet.

### Arvid
Anführer der Krieger im Dorf. Ein Mann der Gewalt, aber nicht immer der Klügste. Obwohl er einen benachbarten Bauern im Zweikampf tötet und ihm damit dessen gesamter Besitz samt Liv gehört, fängt er eine Affäre mit Frøya an. Er ist ständiger Rivale seines Bruders Orm um die Häuptlingswürde. Er wird nach dem Bruch des Friedens bei einem Thing, eingefädelt von Orm und Varg, zum Gesetzlosen erklärt und organisiert deshalb die Flucht der Dorfbewohner außer Landes.

### Liv
Sklavin, die von einem Bauern freigekauft wird und dabei ihre ebenfalls versklavte Familie verrät. Später wird sie Arvids Frau. Sie ist luxussüchtig und versucht, im Dorf durch Intrigen und Affären mit reichen und mächtigen Männern aufzusteigen.

### Karl/Kark
Er ist ältester Bruder von Olav, Orm und Arvid. Er wurde im Babyalter als Sklave an einen mächtigen Feind weggegeben und kehrte freiwillig und unerkannt zurück ins Dorf, wo er gern als Sklave lebt. Auch er selbst kennt seine wahre Identität nicht, hat aber eine Tätowierung, an der man das erkennen kann. Er hat eigentlich statt Olav Anspruch auf den Häuptlingstitel. Als Hildur das erfährt, peitscht sie ihn solange aus, bis die Tätowierung unleserlich wird.

### Rufus
Bei einem England-Beutezug gefangengenommener Schauspieler aus Rom, der im Dorf zum Sklaven gemacht wird. Rufus ist ehrgeizig und von seinen Fähigkeiten als Künstler sehr überzeugt, die er auch allen zeigen will. Immer wenn Orm das Sagen hat, kann er hohe Posten im Dorf erreichen, weswegen er ihm bei Intrigen gegen dessen Bruder Arvid hilft.

### Jarl Varg
Er ist oberster Anführer der umliegenden Dörfer, seine Haarpracht ist sein ganzer Stolz. Als er von Haarausfall betroffen ist, verdüstert sich sein Gemüt. Er wird rachsüchtig und leidet unter Verfolgungswahn. Nachdem er wegen seines Haarausfalls beleidigt wurde, verbrennt er einen Festsaal mit einem befreundeten Häuptling und dessen Männern sowie seiner eigenen Frau. Der Häuptling überlebt, jedoch scheitert sein Racheplan in einer Schlacht. Varg verliert durch Frøya beide Hände, wofür er sie später tötet. Er bekommt am Ende endlich Olav's England-Karte und plant brutale Raubzüge gegen England, für die er viele Grausamkeiten ankündigt. Er spricht im Original ohne erkennbaren Grund einzelne Worte auf Deutsch.

## Besetzung
Hauptcharaktere
| Rolle             | Schauspieler              |
| ----------------- | ------------------------- |
| Orm               | Kåre Conradi              |
| Arvid             | Nils Jørgen Kaalstad      |
| Frøya             | Silje Torp                |
| Rufus             | Trond Fausa Aurvåg        |
| Kark              | Øystein Martinsen         |
| Jarl Varg         | Jon Øigarden              |
| Hildur            | Marian Saastad Ottesen    |
| Liv               | Kristine Riis             |
| Ragnar            | Mikkel Bratt Silset       |
| Olvar             | Nikis Theophilakis        |
| Torstein Hund     | Bjørn Myrene              |
| Håkon             | Christian Skolmen         |
| Magnus            | Erik Aleksander Schjerven |
| Nomadehøvding     | Ingar Helge Gimle         |
| Lovgiveren        | Finn Schau                |
| Sturla Beinknuser | Richard Skog              |
| Oddvar Gamling    | Egil Birkeland            |
| Jarl Bjørn        | Thorbjørn Harr            |

## Produktion
Die Serie wurde simultan in norwegischer und englischer Sprache produziert. Die Drehorte waren in Westnorwegen, insbesondere im Dorf Avaldsnes, Kommune Karmøy in der Provinz Rogaland. Norsemen hatte am 14. Oktober 2016 Premiere im norwegischen Fernsehen. In Deutschland läuft die Serie seit dem 17. Oktober 2017 bei Netflix.

## Rezeption
Die Serie erhielt sowohl in ihrem Heimatland als auch international überwiegend positive Kritiken und einige Auszeichnungen, darunter den Gullruten 2017 für die beste Comedysendung. Die New York Times bezeichnete sie als eine der 10 besten internationalen Serien 2017. Ulrike Klode von DWDL lobte die Serie und verglich ihre absurde Komik mit Monty Python.